# Гелос (мифология)
Гелос (греч. Γέλως) — в древнегреческой мифологии бог смеха, а также его олицетворение. Гелос состоял в свите бога виноделия и веселья Диониса наравне с Комосом, богом пиршеств и веселья. В древнеримской мифологии подобного бога звали Ризус. По мнению некоторых исследователей к почитанию богов смеха восходит День смеха, отмечаемый первого апреля. Его противоположностью и богом насмешки и скверного смеха является Мом. 

## Мифология
Согласно писателю Филострату Лемносскому, Гелос состоял в свите бога виноделия и веселья Диониса наравне с Комосом, богом пиршеств и веселья. В его работе «Картины» («Изображения», греч. Εἰκόνες) приводится описание картины «Андрийцы», изображающей винодельческое празднество бога реки. На него прибывает на корабле Дионис со своим сопровождением: «сатиров, вакханок, силенов, сколько их только ни есть». Эта картина пиршества завершается следующими сведениями: «Везёт он с собой и богов смеха и шумного праздника, самых весёлых и любящих кутёж больше, чем кто другой из богов, чтобы Дионису было приятно наслаждаться вином и праздником у этой реки». 
Согласно Плутарху, ссылающемуся на Сосибия, как минимум одна статуя бога смеха была возведена в Спарте по распоряжению Ликурга. По другому сообщению Плутарха, в Спарте также находилось святилище бога смеха, расположенное по соседству с храмами Танатоса, бога смерти, Фобоса, бога страха и других подобных им божеств.
В римской мифологии подобного бога звали Ризус или Резус (лат. Risus — смех). О степени его популярности может свидетельствовать эпитеты, под которыми он почитался — deus sanctissimus и gratissimus. В честь Ризуса (Гелоса) в греческой Фессалии (город Гипата), по словам древнеримского писателя Апулея, проводилось ежегодное празднество. В его романе «Золотой осёл» (Asinus aureus) после того, как главного персонажа — юношу Луция — оправдали, судьи обратились к нему следующим образом: «Итак, выбрось из головы это огорчение и гони печаль от своей души. Ведь игры эти, которые мы торжественно и публично справляем ежегодно в честь всемилостивейшего бога Смеха, всегда украшаются какой-нибудь новой выдумкой». Филолог В. Я. Пропп, приводя фольклорные и исторические примеры своего тезиса о том, что «смех не только сопровождает вступление в жизнь, но и вызывает его», является «фактором жизни и смерти», упоминал почитание богов смеха в античных Греции и Риме. По мнению историка культуры, фольклориста М. И. Шахновича, именно к культу древнеримского бога смеха восходит День смеха, отмечаемый первого апреля. Устраиваемый в его честь апрельский праздник после падения Римской империи получил распространение в Европе, а позднее и по всему миру. На генезис Дня обманов и розыгрышей от почитания римского бога смеха указывали и другие авторы.

## В массовой культуре
В комиксе DC «Лига справедливости #42» Чудо-женщина заявляет Бэтмену, что настоящим именем Джокера является Гелос — с её слов, Гелос был богом циничного смеха и «насмехался над теми, кто мучился от боли, глумился над умирающими мужчинами и женщинами». По словам Чудо-женщины, её мать особенно ненавидела Гелоса за его цинизм. В иронической книге психолога В. Л. Леви, греческий бог, в отличие от Мома, назван ответственным за добрый и радостный смех, а по поводу присутствия в Спарте храмов Гелоса, Танатоса и Фобоса автор заметил: «…смерть, страх и смех и внутри нас живут рядышком…».